# Flos sanctorum
Se denomina en latín Flos Sanctorum al conjunto de traducciones y ediciones hispanas de la obra titulada Leyenda Sanctorum o Leyenda áurea, también Historia Longobardica, escrita por el religioso dominico Santiago de la Vorágine, que en español suele llamarse Leyenda áurea. Es una colección de las vidas de los santos que, en su momento, fue muy importante para la cultura católica pero especialmente para la iconografía del arte cristiano, llegando a convertirse en un subgénero biográfico bien definido llamado "el legendario".

## Leyenda dorada o leyenda áurea
La Leyenda Áurea es uno de los libros más importantes de la cultura católica. En un principio, dicha obra obra fue titulada Legenda Sanctorum, en castellano “Lecturas de los santos”.

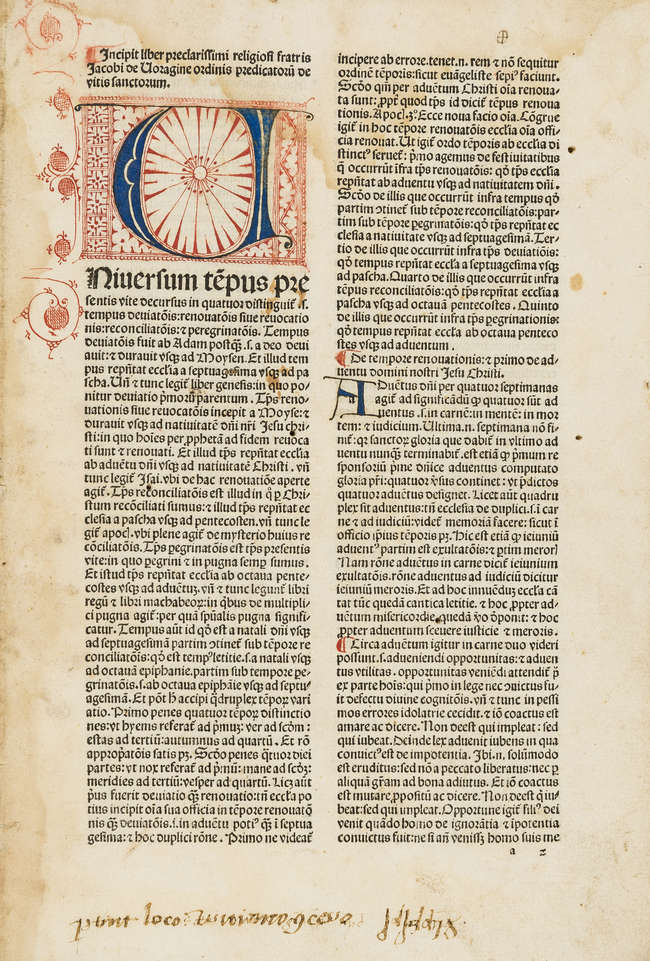
Página de la Legenda Aurea

Santiago de la Vorágine (Giacomo da Varazze, Jacopo da Varazze) era un prelado (título de ciertos dignatarios eclesiásticos) y escritor italiano, nacido en Casanuova da Varazzo hacia 1228 o 1230, y que murió en julio de 1298. Perteneciente a la orden dominica, estudió en Colonia, y fue prior de un convento en Génova o Asti, y en Lombardía. También llegó a ser arzobispo en Génova. Partícipe de varias misiones semidiplomáticas, ejerció autoridad feudal en San Remo gracias a su condición de arzobispo, además de ostentar autoridad sobre varias diócesis. Aprovechando su cargo de arzobispo, fue activo en reformas del clero, e intervino para establecer la paz entre güelfos y gibelinos. También transfirió el gobierno de San Remo a la autoridad civil. Beatificado por Pío VII en 1816, se le reverencia en Liguria como promotor de la paz.
Este religioso es conocido por sus escritos, y muy especialmente por la Leyenda dorada, obra también conocida como Vidas de los santos o como Historia Lombárdica. Esta obra está conformada por lecturas de las vidas de los santos, pensadas para ser leídas durante las festividades del año litúrgico. Probablemente fue escrita antes de 1260, y fue traducida muy pronto al francés, alemán, inglés (por William Caxton), italiano y holandés. Cincuenta años después de la invención de la imprenta, ya se habían impreso más de cien ediciones y traducciones del original.
Jacobo de Vorágine comenzó a escribir la Legenda Aurea o Leyenda Dorada en 1250 y continuó haciéndolo hasta 1280. El primer manuscrito del que se tiene constancia data de 1260, y es parte del fondo de la biblioteca estatal de Baviera. Legenda Dorada, en sus primeras ediciones, fue titulada como Lombardica Historia, lo que creó a su alrededor una falsa idea de que se trataba de dos obras distintas; esta denominación posiblemente se originó porque De la Vorágine dedicó el larguísimo capítulo CLXXXI, dedicado al papa san Pelagio, a relatar una historia del pueblo lombardo, incluyendo la aparición del profeta Mahoma).
Su obra está compuesta por un total de 177 capítulos, aunque algunos estudiosos afirman que consta de 182. La obra en total está dividida en cinco apartados, aludiendo al año litúrgico:
De Adviento a Navidad
De Navidad a septuagésima
De septuagésima a pascua
De pascua a la octava de Pentecostés
de la octava de Pentecostés al nuevo Adviento
En la actualidad han sobrevivido más de un millar de ejemplares manuscritos debido a que fue una de las obras más copiadas durante la Baja Edad Media. Más tarde, gracias a la invención de la imprenta, existieron multitud de diversas ediciones impresas llegando a convertirse en uno de los más impresos en sus primeros años, se comenzó a publicar en las principales lenguas europeas e incluso llegó a América. En 1483 se publicó también en inglés de la mano de William Caxton. La Leyenda Dorada fue, junto con la Biblia, el libro que más circuló por Europa en la Edad Media.
La obra originalmente fue redactada en latín y recoge las lecturas sobre la vida de aproximadamente 180 santos y mártires cristianos tomando como inspiración obras como la Biblia, los evangelios y otros escrito. Algunos de los más destacables son los siguientes: Estridón, Casiano, Agustín de Hipona, Gregorio de Tours y Vicente de Beauvais. Junto a la lecturas aparece una explicación de las fiestas litúrgicas basada en los evangelios y una breve historio de la cristiandad en Lombardía. Aludiendo, como ya se ha citado previamente, al título de la obra, Lombárdica historia.
La Leyenda Áurea no puede ser tratada como un documento histórico verídico, confiando en los sucesos que se cuentan en la obra como hechos reales, puesto que Jacobo de la Vorágine no se dedicaba a ello, no tenía como objetivo redactar biografía fidedignas, lo que buscaba era escribir libros de devoción para gente común, gente a los cuales ayudaría a conseguir una vida santa por lo que “La leyenda dorada” narra diferentes modelos de vida que son dignos de emular. Los distintos personajes que aparecen a lo largo de la obra son modelos a seguir por parte de los creyentes. La falta de rigor histórica de la obra, ya mencionada anteriormente, fue una de las principales razones del éxito que tuvo.
Su obra alcanzó tal popularidad y prestigio entre los diferentes artistas que estos, la utilizaron tanto como para pintar, como para esculpir, diferentes escenas durante todo el periodo de la Edad Media, el renacimiento y el barroco. Algunas de las pinturas más representativas de la iconografía de Occidente basadas en la Legenda aurea son: el desollamiento del apóstol Bartolomé, el asaetamiento de Sebastián Mártir y el combate de San Jorge y el dragón. La obra inspiró a los artistas, para que mediante dichas obras, pudieran difundir la fe.

## Historia
La Leyenda Aurea original de Santiago de la Vorágine, compuesta alrededor de 1260, fue ampliándose incesantemente y actualizada con vidas de santos propios de cada país. Pero cabe hablar de dos épocas distintas: la pretridentina y la postridentina.

### Legendario pretridentino o medieval y renacentista
La Leyenda Áurea configuró dos tradiciones distintas según Thompson y Walsh, una más antigua, la compilación A, y otra más reciente, la B.
La tradición más antigua arranca de una compilación del siglo XIV y dio lugar, por un lado, a una versión en que un autor anónimo, probablemente entre los años 1475 y 1480, antepuso al texto narrativo de cada vida la curiosa, a veces estrafalaria, etimología del nombre dando lugar al incunable Flos Sanctorum con sus etimologías y sus derivados. Por otro lado, dio lugar al incunable Leyenda de los santos que vulgarmente Flos Santorum llaman, sin estos añadidos, impresa entre al menos 1490 y 1579.
La tradición más moderna arranca de una compilación del siglo XV que dio lugar al Flos Sanctorum renacentista de entre los años 1516 a 1580, atribuido indistintamente a Gonzalo de Ocaña, a Pedro de la Vega o a ambos.
El legendario floreció de manera espectacular entre los siglos XIV y XVIII, este término juega con desventaja con el término de Flos Sanctorum que es empleado de manera genérica en los inventarios de las bibliotecas del periodo como título o subtítulo de la mayoría de las obras pero utilizado de manera errónea: entre las vidas de santos, un Flos Sanctorum intercala capítulos dedicados a las fiestas del calendario litúrgico, ya sean las consagradas a María o las que tratan sobre los hitos esenciales de la historia evangélica y la biografía de Jesús, del Adviento y la Navidad del Pentecostés. Algunos legendarios castellanos prefirieron dividir los temas cristológicos y las vidas de santos en dos secciones diferentes.
La historia del Flos Sanctorum castellano se articula en torno a una fractura hagiográfica producida en tres años determinantes: los que comprenden del 1578 al 1580. Permite entender la existencia de dos etapas de la constitución de este género marcadas por la influencia de Legenda Aurea de Varazze (ca. 1260 ) y las Vitae Sanctorum de Lipomano y Surio (1575)
Legendarios medievales y renacentistas:
Varazze, Legenda Aurea ca. 1260:
Compilación A (siglo XV) Flos Sanctorum renacentista (1516-1580)
Compilación B ( siglo XIV-XV) Flos Sanctorum con sus ethimologías (1475-1480)
Leyenda de los santos (1490-1579)
Legendarios postridentinos:
Lipomano y Surio, Vitae Sanctorum (1575)
Villegas, Flos Sanctorum Nuevo (1578-1603 1794)
Ribadeneyra, Flos Sanctorum (1599-1604 1790-91)

#### La compilación A o Gran Flos Sanctorum y el Flos Sanctorum Renacentista
La compilación A conforma un conjunto de cinco manuscritos: los manuscritos 780, 12688 y 1289 de la Biblioteca Nacional y de la biblioteca de El Escorial, el h-III-22 el h-II-18. Todos ellos datan del s XV y ninguno reproduce la totalidad de biografías y lecturas doctrinales de la Legenda Aurea.
La características generales de estos manuscritos en cuanto a la manera en la que reproducen la obra latina de Vorágine destacan por la oposición a la compilación B son: incluyen menor número de lecturas pero se incluyen más folios en relación con el número capítulos debido a que respecto a ciertos detalles como algunas etimologías de los nombres y/o pasajes doctrinales amplios que en algunos casos incluyen la cita concreta de pasajes bíblicos o de otras obras. Existen paralelismos léxicos con la fuente latina existen pero no son tan abundantes como en la compilación B y la traducción de la compilación A es más libre. Se da cabida a un repertorio de amplias biografías de santos locales ausentes en la Legenda Aurea (Eulalia de Mérida, Silos Santo Domingo de Silos...) y más extensas de lo que son cuando aparecen en Vorágine (María Egipcíaca). Son manuscritos más uniformes en cuanto a lo que respecta a su contenido. Encontramos una integración novedosa: tras hablar de los pasajes de la vida de Cristo correspondientes que salen en la fuente latina (Adviento, Natividad, Circuncisión, Epifanía, Anunciación, Pasión, Resurrección) nos encontramos en comp. A una vida más completa cuya fuente es Vita Christi escrita en catalán por Francesc Eiximenis c. 1400 que refleja una intención de alejarse de la obra de Vorágine e incluso acaba ofreciendo un nuevo esquema de presentación materia cristológica del resto de vidas de santos, disposición que nace en h-II-18
Por otra parte, el Flos Sanctorum Renacentista de 1516 hereda la mayor parte de estas características sin derivar directamente de uno de los testimonios medievales, también busca alejarse de la versión de Vorágine ya que se divide en dos ofreciendo otro modo de lectura que podemos deducir a partir del título: La vida y passión de nuestro Señor Jesucristo y las historias de las festividades de su Sanctissima Madre con las de los santos apóstoles, mártires, confessores y virgines. Esta obra también modifica de forma innovadora el legado de Vorágine pero con materiales más actuales que se complementan los pasajes de orden cristológico gracias a una traducción de Ambrosio Montesino de la Vita Christi de Ludolfo de Sajonia y también la traducción castellana medieval de la compilación A gracias a una nueva relectura del texto latino de la Legenda Aurea. Esta renovación no se detiene en la de 1516 sino que se extiende al Flos Sanctorum Renacentista de 1580
Filiación hipotética entre los testimonios conservados de la compilación A: el 780 viene primero, después el h-III-22 un poco más acabado, tras este se encuentra 12688 y 12689, h-II-18 con la división en dos partes: lecturas del Señor por un lado y por otro, narraciones hagiográficas y por último: 1516.

### Legendario postridentino
Tras el Concilio de Trento estas leyendas piadosas quedaron profundamente desacreditadas y tuvieron que someterse a un control histórico más fiel. Esta tercera tradición es la del legendario postridentino. La primera colección sometida a estas consideraciones críticas fueron las Vitae sanctorum (1575) de Lipomano y Surio, que fueron el germen de todas las demás, incluidas, ya en el siglo XVII, el célebre Flos sanctorum nuevo de Alonso de Villegas y el no menos leído Flos sanctorum en tres volúmenes el jesuita padre Pedro de Ribadeneyra.
En el siglo XVIII se impuso el Año cristiano del padre Jean Croisset, traducido al español por el padre José Francisco de Isla, también jesuita. Una obra similar española fue la de Joaquín Lorenzo Villanueva, el Año cristiano de España en 19 volúmenes (Madrid, 1791-1803). En el siglo XX apareció el Año cristiano del padre Justo Pérez de Urbel y el Año cristiano de la Biblioteca de Autores Cristianos (BAC), todas ellas obras importantes para interpretar la iconografía cristiana antigua.
El Flos Sanctorum de Alonso de Villegas se publica en Toledo la primera parte, 1578, y la sexta y última en Madrid en 1603, que son los años de la edición y de la escritura del texto, como el autor va indicando al final de varias de sus partes. Con sus 69 ediciones recogidas por Palau, el autor ve cómo aparecen el mercado ediciones no autorizadas, normalmente en Barcelona y Zaragoza. Siendo el autor de Toledo y siendo esta la ciudad en la que se imprimen las primeras ediciones de las tres primeras partes, parece que sean las toledanas las que Villegas va controlando.
Pedro de Ribadeneyra publica en 1599 el Primer libro del Flos Sanctorum aunque la versión definitiva no la podemos considerar hasta la edición de 1609, la escritura del santoral comisionado por la Compañía de Jesús. Rra fue jesuita.
Los dos volúmenes del 1609 presentan un santoral renovado que se ajusta a la norma de per circulum anni y a la nómina del Breviario Romano. Ribadeneyra dedica un libro aparte a los santos extravagantes.

#### Compilación B y la Leyenda de los santos
Se cree que está formada por los manuscritos h-I-14 y k-II- 12 de la Biblioteca de El Escorial; 8 y 9 de la Biblioteca de Menéndez Pelayo; y 15001 Biblioteca Lázaro Galdiano. También se incluyen aunque algunos autores olvidaron mencionar, : m-II-6. Los más antiguos son del siglo XIV: 8 y 9 y el resto del siglo XV, es verdad que Hernández cree que hI-14 pertenece al s XIV. Se incluyen más vidas pero muy sintetizadas, encontramos muchos paralelismos con la Legenda Aurea también se puede observar cómo se incluyen vidas de santos ajenos a Vorágine. Ninguna copia deriva directamente de otras menos la 8 que es copia de 9.